# Half-Life (sorozat)

A görög ábécé lambda nevű betűje a Half-Life játékok szimbóluma 1998-tól

A Half-Life egy tudományos-fantasztikus FPS, amelyet a Valve Software fejlesztett és a legtöbb részt a Sierra Entertainment adta ki, a kiegészítők egy részét pedig a Gearbox Software. Két fő részt, két epizódot és három kiegészítőt tartalmaz a sorozat, amelynek legelső része, a Half-Life 1998-ban, a második rész pedig 2004-ben jelent meg Half-Life 2 címmel.
A játék főhőse Gordon Freeman, a Black Mesa Research Facility kutatóközpontban dolgozó elméleti fizikus, a játékos őt irányítja.

## A sorozat részei

### Half-Life
- Half-Life (1998)
- Half-Life: Uplink (1999)
- Half-Life: Opposing Force (1999)
- Half-Life: Decay (2001)
- Half-Life: Blue Shift (2001)

### Half-Life 2
- Half-Life 2 (2004)
- Half-Life 2: Lost Coast (2005)
- Half-Life 2: Episode One (2006)
- Half-Life 2: Episode Two (2007)

Half Life Alyx
- Half Life Alyx (2020)